# 3-я Богатырская улица
Тре́тья Богаты́рская у́лица (название с 1953 года либо с 12 марта 1954 года) — улица в Восточном административном округе города Москвы на территории района Богородское.

## История
Улица получила своё название в 1953 году (по другим данным — 12 марта 1954 года) по близости к заводу «Богатырь», позже переименованному в «Красный богатырь» (в настоящее время закрыт).

## Расположение
3-я Богатырская улица проходит от Краснобогатырской улицы на северо-восток, с юго-востока к ней примыкает 2-й Богатырский переулок. Нумерация домов начинается от Краснобогатырской улицы.

## Примечательные здания и сооружения
По нечётной стороне:
- № 5 — детский сад № 2539.

## Транспорт

### Наземный транспорт
По 3-й Богатырской улице наземный общественный транспорт не проходит. У юго-западного конца улицы, на Краснобогатырской и Миллионной улиц, расположена остановка «Богородский храм» трамваев 4, 11, автобуса 311; у северо-восточного, на пересечении Миллионной, Кузнецовской, 1-й Мясниковской улиц и Погонного проезда, — остановка «Богородское» трамваев 4, 7, 46 и трамвайное кольцо «Богородское».

### Метро
- Станция метро «Преображенская площадь» Сокольнической линии — южнее улицы, на Преображенской площади на пересечении Преображенской и Большой Черкизовской улиц с Краснобогатырской улицей и улицей Преображенский Вал.
- Станция метро «Бульвар Рокоссовского» Сокольнической линии и станция МЦК «Бульвар Рокоссовского» — юго-восточнее улицы, на Ивантеевской улице.

### Железнодорожный транспорт
- Платформа Маленковская Ярославского направления Московской железной дороги — западнее улицы, между 4-м Лучевым просеком и Рижским проездом.
- Платформа Яуза Ярославского направления Московской железной дороги — северо-западнее улицы, между Малахитовой улицей и Яузской аллеей.